# Złoty chłopak (amerykański serial telewizyjny)
Złoty chłopak (ang. Golden Boy) – amerykański serial kryminalny, którego twórcą jest Nicholas Wootton. Serial miał premierę 26 lutego 2013 na kanale CBS.
10 maja 2013 CBS anulowało serial po pierwszym sezonie.
W Polsce serial był emitowany od 3 maja 2014 roku przez stację TVN7.

## Fabuła
Serial opowiada o losach ambitnego młodego policjanta Waltera Williama Clarka Jr. W krótkim czasie staje się on najmłodszym komisarzem policji w historii Nowego Jorku.

## Obsada
- Theo James jako Walter William Clark Jr.
- Chi McBride jako detektyw Don Owen
- Kevin Alejandro jako Tony Arroyo
- Bonnie Somerville jako Deb McKenzie
- Holt McCallany jako detektyw Joe Diaco
- Stella Maeve jako Agnes Clark

## Lista odcinków
| Sezon | Sezon | Odcinki | Oryginalna emisja CBS | Oryginalna emisja CBS | Oryginalna emisja TVN7 | Oryginalna emisja TVN7 | Oryginalna emisja TVN7 |
| Sezon | Sezon | Odcinki | Premiera sezonu       | Finał sezonu          | Premiera sezonu        | Finał sezonu           |                        |
| ----- | ----- | ------- | --------------------- | --------------------- | ---------------------- | ---------------------- | ---------------------- |
|       | 1     | 13      | 26 lutego 2013        | 14 maja 2013          | 3 maja 2014            | 26 lipca 2014          |                        |

| Nr | Tytuł                | Reżyseria       | Scenariusz                                      | Premiera         | Premiera w Polsce |
| -- | -------------------- | --------------- | ----------------------------------------------- | ---------------- | ----------------- |
| 1  | Pilot                | Richard Shepard | Nicholas Wootton                                | 26 lutego 2013   | 3 maja 2014       |
| 2  | The Price of Revenge | Jace Alexander  | Nicholas Wootton                                | 5 marca 2013     | 10 maja 2014      |
| 3  | Young Guns           | Mike Listo      | Phil Klemmer                                    | 8 marca 2013     | 17 maja 2014      |
| 4  | Role Models          | Matthew Penn    | Brett Mahoney                                   | 12 marca 2013    | 24 maja 2014      |
| 5  | Vicious Cycle        | Gus Makris      | Andi Bushell                                    | 19 marca 2013    | 31 maja 2014      |
| 6  | Just Say No          | Paul McCrane    | Jennifer Corbett                                | 26 marca 2013    | 7 czerwca 2014    |
| 7  | McKenzie on Fire     | Michael Watkins | Christal Henry                                  | 2 kwietnia 2013  | 14 czerwca 2014   |
| 8  | Scapegoat            | Jamie Babbit    | Phil Klemmer, Alex Katsnelson                   | 9 kwietnia 2013  | 21 czerwca 2014   |
| 9  | Atonement            | Vince Misiano   | Brett Mahoney, Andi Bushell                     | 16 kwietnia 2013 | 28 czerwca 2014   |
| 10 | Sacrifice            | Matt Penn       | Andi Bushell, Brett Mahoney                     | 23 kwietnia 2013 | 5 lipca 2014      |
| 11 | Longshot             | Nick Gomez      | Brett Mahoney, Christal Henry, Jennifer Corbett | 30 kwietnia 2013 | 12 lipca 2014     |
| 12 | Beast of Burden      | Karen Gaviola   | Andi Bushell, Alex Katsnelson                   | 7 maja 2013      | 19 lipca 2014     |
| 13 | Next Question        | Jace Alexander  | Nicholas Wootton                                | 14 maja 2013     | 26 lipca 2014     |